# Emmerich Anna Katalin

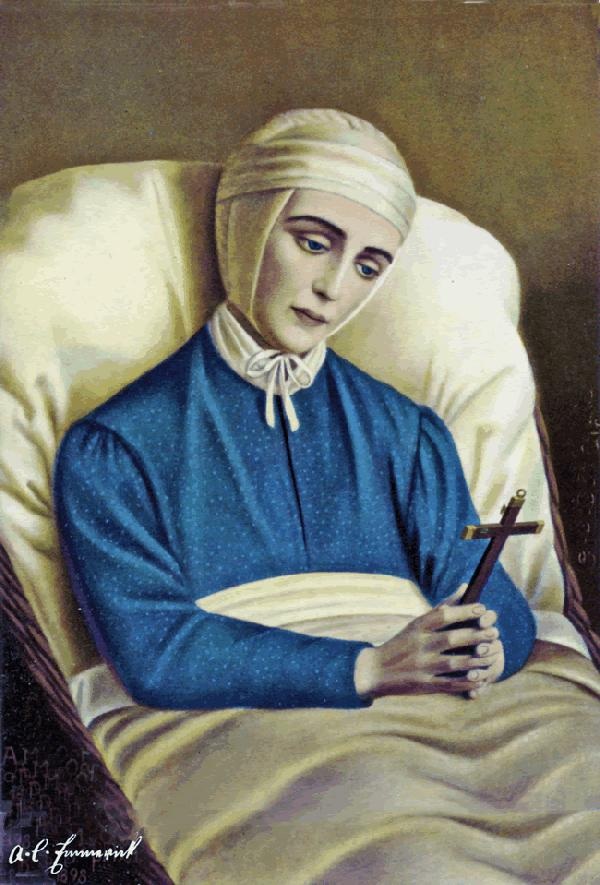

Emmerich Anna Katalin (németül Anna Katharina Emmerick, Flamschen, Coesfeld, 1774. szeptember 8. – Dülmen, 1824. február 9.) szegény németországi parasztemberek leánya, ágostonrendi apáca. II. János Pál pápa 2004. október 3-án boldoggá avatta.
Csaknem mindig beteg volt, s betegsége idejét Jézus Krisztus kínszenvedéséről való elmélkedéssel töltötte, miközben látomásai voltak és testén Krisztus szenvedéseinek stigmái mutatkoztak (ezeknek természetfeletti jellegét a legszigorúbb világi s egyházi vizsgálat állapította meg). Látomásaiban egyes bibliai jeleneteket s Jézus három nyilvános évének tanító-működését szemlélte, s e szemlélődésről való beszámolóiban a bibliai helyeknek, személyeknek s egykorú szokásoknak olyan fokú s pontos ismeretét árulta el, amely a műveletlen földműves leánynál emberileg érthetetlen volna. Istenről azt vallotta, hogy Istenben van minden, végtelen, ezért nincs Istenben külön múlt, jelen és jövő.
A mi Urunk Jézus Krisztus kínszenvedése című könyvben leírt látomásait használta föl Mel Gibson A passió című filmjében olyan részletek bemutatására, amelyek az evangéliumokban nem találhatók.

## A látomások
Látomásainak több állítását is ellenőrizték és igazolták.
- 1821. augusztus 3-án mondta: Szűz Mária jegygyűrűjét valahol Olaszországban, egy templomban őrzik.

A látnok halála után a látomásait leíró Clemens Brentano talált egy latin feljegyzést. Ennek a De annulo pronubo Deiparae Virginis qui Perusiae religiosissime asservatur. J.B. Lauri Perusini Commentarius című iratnak az 59. oldalán talált igazolást erre, ahol leírják, hogy Perugiában őriznek egy gyűrűt, amit Szűz Mária jegygyűrűjeként tisztelnek, és minden év augusztus 3-án megmutatják a hívőknek. Ma ez a gyűrű a San Lorenzo bazilikában található Perugiában, és minden év július 30-án látható.
- Szűz Mária háza, melyről azt állította, hogy Efézusban van, és ott élte le utolsó éveit. Építtetett a domboldalra egy keresztutat, mely tizenkét nyolcszögletű kőből állt. A távolságokat maga mérte ki. A tetején lyukak voltak, amibe fakereszteket állítottak, melyek Y alakúak voltak. A kutatócsoport az ő állítása alapján kezdte meg feltárni a területet és valóban találtak egy kőből épült házat.
- A háromkirályokról – akik Betlehembe mentek -, nemcsak részletes leírást adott kinézetükről, életmódjukról, hanem útmutatókat adott lakóhelyeikről is. Az egyiknek – akit ő Mensornak nevezett –, a lakóhelyét is megmondta: Acajaja. Ugyancsak Brentano jegyzi meg, hogy tizennyolc évvel Emmerich halála után (1839) ráakadt egy könyvre, mely tartalmaz egy Achajaculat nevű "várkastélyt az Eufrátesz szigetein Mezopotámiában". Ez a mai napon is megtalálható Ammianus Marcellinus római író 24. könyvének 2. fejezetében.[5] Ott Achaiacala-nak van írva.[6]
- Tamás apostolról azt állította, hogy Indiában térített. Nádkunyhóban lakott és egy kövön szokott térdepelve imádkozni, a térde nyoma bent maradt a kőben és azt állította, hogy ha a tenger elér eddig a kőig, akkor valaki más fogja ott Jézus Krisztust hirdetni. – Ügy tűnik, hogy Tamás 52-ben hajózott Indiába hirdetni az evangéliumot a cochin diaszpóra zsidóknak Indiába. Muziris ókori kikötőnél ért partot, amelyet később egy özönvíz elmosta és átrendezte 1341-ben.[7][8] 1498-ban Vasco da Gama partot ért Észak-Keralában Calicutnál, és portugál misszionáriusok megtalálták az India egyetlen keresztény közösségét – ma legnépesebb egyházuk a szír-malabár katolikus egyház. 1599-ben a római katolikus egyházhoz tartozó egyik (keleti rítusú) részegyház lett.

## Külső hivatkozások
- Emmerich Anna Katalin: A mi Urunk Jézus Krisztus kínszenvedése Pázmány Péter Elektronikus Könyvtár (PPEK szám: 440)
- Szűz Mária élete, Boldog Emmerich Anna Katalin látomása szerint Archiválva 2020. február 8-i dátummal a Wayback Machine-ben
- http://www.vatican.va/news_services/liturgy/saints/ns_lit_doc_20041003_emmerick_en.html [Hozzáférés: 2017. április 15.]